# Catégories (Aristote)
Pour les articles homonymes, voir Catégorie.
Catégories est le titre donné à une œuvre d'Aristote, placée en tête de son Organon (l'ensemble de ses traités de logique). Aristote développe dans ce traité les bases de sa logique et de son ontologie, en étudiant la façon dont l'être peut se dire dans le langage, particulièrement dans la langue grecque. Le terme « catégorie » vient du grec ancien  κατηγορία (katêgoria) qui signifie « qualité attribuée à un objet », et chez Aristote, ce terme est souvent synonyme d'« affirmation ». Les catégories sont ainsi les manières d'affirmer l'Être et ses attributs, c'est-à-dire les différentes façons de signifier et de désigner ce qui est en général. L'élaboration des premiers éléments du discours sur l'être dans ce traité pose les bases de la théorie des propositions prédicatives (ou jugements), théorie qui sera exposée dans le traité qui suit les Catégories, à savoir le traité De l'interprétation, et qui sera formalisée par les logiciens de la fin du XIXe et du début du XXe siècle, sous le nom de calcul des prédicats. Traduites en latin dès l'antiquité, les Catégories ont servi, d'une part, de base pour la discussion de thèses ontologiques et épistémologiques à travers toute l'histoire de la philosophie, et, d'autre part, comme « texte de base à la logique et la métaphysique occidentales ».

## Présentation de l'œuvre

### Titre
Vu les commentaires abondants et la transmission diverse, le traité fut débaptisé par Andronicos et ses successeurs. On hésite, d'après les commentateurs comme Archytas ou Adraste entre Catégories, Genres, Prédication ou Avant les Lieux.

### Plan de l'ouvrage
Le traité des Catégories peut être divisé en trois parties :
- Une introduction (ch. 1-3) définit l'homonymie, la synonymie, la paronymie[n 1] ; puis elle fait la distinction entre paroles simples (« en combinaison ») et complexes (« sans combinaison ») ; enfin elle classe les choses qui sont : les êtres (entités, étants), d'après leur rapport à ce qu'on en dit : les prédicats.
- La deuxième partie (ch. 4-9) traite des dix catégories ou dix acceptions de l'être, qui se disent « sans combinaison ».
- Enfin, la troisième partie (ch. 10-15) traite des post-prédicaments, qui sont cinq notions censées compléter le système catégorial[5].

### La question de l'authenticité
Plusieurs raisons en apparence solides, tirées d'indices à la fois internes et externes, militent contre l'attribution traditionnelle du traité des Catégories à Aristote, mais la thèse de l'inauthenticité de l'ouvrage n'a jamais réussi à emporter la conviction d'une majorité de spécialistes de la philosophie antique, qui continuent pour la plupart, dans leurs travaux, à citer le traité comme étant de la main d'Aristote, bien que les néoplatoniciens fussent déjà divisés sur la question. Il faut dire que l'œuvre n'est pas datable et l'intitulé authentique fait défaut. L'un des principaux arguments en faveur du caractère apocryphe du texte est l'extrême brièveté du chapitre 9 qui traite des six dernières catégories. Ce chapitre introduit une rupture importante dans le fil du texte. Les autres arguments contre l'authenticité se basent sur les différences avec les autres écrits du philosophe notamment le livre alpha de la Métaphysique, ainsi que la liste des écrits d'Aristote établie par Théophraste, liste plutôt ambiguë.
Le professeur Jules Tricot considère le traité comme authentique, avec un léger doute concernant la partie sur les post-prédicaments, doute déjà exprimé par Andronicos de Rhodes en son temps. La nette différence de style dans la rédaction de la première moitié des Catégories (ch. 1-9, contenant l'introduction et l'étude des catégories proprement dites) et la deuxième (ch. 10-15, contenant l'étude des post-prédicaments) plaide en faveur de l'inauthenticité du texte. Le contenu de la partie sur les post-prédicaments et son existence au sein du traité des Catégories n'apparaissent pas comme nécessaires au premier abord. Jules Tricot considère néanmoins que le « fond et la forme » de l'argumentation, ainsi que le fait qu'Aristote cite le traité des Catégories dans d'autres ouvrages de sa main, ne permettent pas de mettre en doute l'authenticité de l'œuvre. Le commentateur ancien Simplicius ajoutait un troisième argument en faveur de l'authenticité des Catégories : le fait que toute la philosophie d'Aristote ne serait pas cohérente, serait comme « sans tête », sans les fondements que pose ce traité. Néanmoins, comme le pense Martin Achard, cet argument semble reposer sur une vision postérieure et systématisante de la pensée d'Aristote qui ne trouve pas d'appui précis dans ses écrits.
Frédérique Ildefonse et Jean Lallot, dans leur édition et traduction du texte, pensent que le traité des Catégories est incontestablement fidèle à la pensée aristotélicienne, mais émettent un doute quant au fait qu'il n'y aurait pas eu d'interventions d'autres auteurs qu'Aristote dans la rédaction de l'œuvre qui nous est parvenue. Selon les traducteurs, une « enquête approfondie reste à faire » pour déterminer ce qui a effectivement été écrit par Aristote, et ce qui n'est pas de lui mais des premiers péripatéticiens, tel que Théophraste. En fait, l'authenticité du traité est toujours sujette à contestation, potentiellement apocryphe mais le texte en lui-même est très fidèle à Aristote, Syrianos déclara que si les Catégories ne sont pas authentiques, il y a eu deux Aristote. Richard Bodéüs justifie l'édition du traité sous le nom d'Aristote comme ceci : « Autant donc reconnaître que « l'auteur de C », s'il s'agit d'un disciple anonyme, n'était pas indigne du maître et a fourni, en introduction peut-être à quelque topique définitionnelle, un complément utile aux études dialectiques d'Aristote ».

### Le contexte: la critique du platonisme
Le traité des Catégories appartient vraisemblablement aux écrits « acroamatiques » ou « ésotériques » d'Aristote, c'est-à-dire réservés aux seuls initiés. La difficulté de l'œuvre est en effet considérable.
Le traité se présente comme une reprise et une critique des positions fondamentales exprimées par Platon.
Plusieurs commentateurs ont constaté une grande ressemblance entre les Catégories et le livre Delta de la Métaphysique, notamment le répertoire. Mais globalement des différences existent par rapport au sommaire. La proximité est plus concordante avec les Topiques, proche de la dialectique, il semble que les Catégories s'en inspirent.

### Distinctions de base
- Homonyme/synonyme/paronyme
  - Homonyme : ce qui n'a de commun que le nom, mais l'énoncé de l'essence, la définition de ce que c'est, pour une chose, d'être tel, est propre (exemple d'Aristote : « le terme « homme » est aussi bien un homme réel qu’un homme en peinture ; ces deux choses n’ont en fait de commun que le nom, alors que la notion désignée par le nom est différente ») ;
  - Synonyme : ce qui à la fois a le même nom, et dont l'énoncé de l'essence est aussi le même (exemple d'Aristote : « l’animal est à la fois l’homme et le bœuf », l'un et l'autre réalisent l'essence de l'animal selon la même définition) ;
  - Paronyme : ce qui tire d'un autre une appellation en rapport avec son nom par différenciation flexionnelle[24] (exemple d'Aristote : « ainsi de grammaire vient grammairien, et de courage, homme courageux »).
- Ce qui se dit :
  - en combinaison : « (l') homme court » ;
  - sans combinaison : « homme », « court ».
- Ce qui est :
  - ce qui se dit d'un sujet tout en n'étant dans aucun sujet (« par exemple, homme ») ;
  - ce qui est dans un sujet, mais ne se dit d'aucun sujet (« par exemple, une certaine science grammaticale » est dans l'âme ; « la blancheur » est dans le corps) ;
  - ce qui se dit d'un sujet, et est dans un sujet (par exemple, la Science est dans un sujet, à savoir dans l’âme, et elle est aussi affirmée d’un sujet, la grammaire) ;
  - ce qui n'est ni dans un sujet, ni ne se dit d'un sujet : les substances individuelles (« cet homme, ce cheval »).

Note à propos des substances individuelles : d'une manière générale, les substances premières, c'est-à-dire les individus ne sont jamais prédicat d'un sujet. Par contre, certaines singularités accidentelles (et non substantielles), comme « une certaine science grammaticale » se disent dans un sujet.
- Espèce, genre, différence :
  - tout ce qui se dit du prédiqué se dira également du sujet ;
  - pour les genres distincts (non subordonnés entre eux), les différences également sont d'espèce distincte ;
  - des genres rangés les uns sous les autres peuvent avoir les mêmes différences ;
  - les genres supérieurs sont prédicats des genres inférieurs.

#### Les catégories
Dans une hiérarchie de divisions qui va des individus aux genres en passant par les espèces, les catégories sont les genres les plus généraux de l'être. Elles correspondent aux différentes manières de signifier quelque chose en employant le verbe être (en grec). C'est pourquoi Aristote les appelle catègoriai (« qualités ») de l'être. En grec, les catégories veulent dire attribution, prédication, imputation.
Les catégories sont les « expressions sans liaison », c'est-à-dire qu'aucun de ces termes, en lui-même et par lui-même, n'affirme ni ne nie : c'est seulement par la liaison de ces termes entre eux que se produisent l'affirmation et la négation. Par conséquent, elles ne sont ni vraies ni fausses (seules l'affirmation et la négation pouvant être vraies ou fausses).
Aristote donne une liste de dix catégories : la substance (ou essence), la quantité, la qualité, la relation, le lieu, le temps, la position, la possession, l'action, la passion.
La quête des catégories divisa beaucoup à travers les distinctions entre la substance, quantité, relatif et qualité ainsi que les dix genres dans l'imputation et les dix genres subordonnés. C'est potentiellement les genres de l'être. L'hypothèse d'une distinction grammaticale est rejetée.
Cette liste est suivie d'exemples illustrant chaque catégorie : 
- substance (ou essence) : homme ou cheval ;
- quantité : long-de-deux-coudées, long-de-trois-coudées ;
- qualité : blanc ou grammairien ;
- relation : double, moitié, plus grand ;
- lieu : dans le Lycée, à l'Agora ;
- temps : hier ou l'an dernier ;
- position : couché, assis ;
- possession : chaussé, armé ;
- action : coupe, brûle ;
- passion : coupé, brûlé.

Ainsi, quand nous disons : 
- « X est un chien », nous employons le verbe être sous la catégorie de l'essence
- « X est professeur », nous employons le verbe être sous la catégorie de la qualité
- « X est dans son bureau », nous employons le verbe être sous la catégorie du lieu
- « X est habillé », nous employons le verbe être sous la catégorie de la possession

À cette liste s'ajoutent les opposés, les contraires, l'antérieur, le simultané et la mobilité.

#### La substance
Attention de bien distinguer le sens donné ici du sens donné à essence (ousia) (voir Substance (Aristote)). Il y a en effet ici une distinction dans l'interprétation.
- Au sens fondamental, premier, la substance est différente de l'ousia, elle est ce qui ne se dit pas d'un sujet ni n'est dans un sujet, mais est le substrat de tout ce qui est le sujet singulier : tel homme donné, tel cheval donné[28] (« En ce qui concerne les substances premières, il est incontestablement vrai qu’elles signifient un être déterminé, car la chose exprimée est un individu et une unité numérique. » Aristote, Les Catégories, VI).

- Les substances secondes sont ce à quoi appartiennent les substances premières, qui permettent de les différencier : les espèces (homme, cheval) et les genres de ces espèces (animal[n 2]). Il n'en existe que deux, et entre elles, l'espèce est plus substance que le genre, car plus proche de la substance première.

Toute substance semble donc signifier un ceci (tode ti), un singulier, parce qu'elle s'applique à une substance première qui désigne un « numériquement un ». Les substances secondes correspondent plutôt à un groupe qualificatif (c'est-à-dire dont la définition comprend une pluralité), mais un groupe rapporté à une substance première, et donc considéré singulièrement.

#### La quantité
Aristote distingue entre les quantités discrètes (nombre, discours oral) et continues (ligne, surface, solide, temps et lieu), soit celles constituées de parties ayant une position l'une à l'égard de l'autre ou non.
Une quantité continue est dite telle si elle admet des limites de contact communes à ses différentes parties : ainsi les limites communes des parties d'une ligne sont le point, d'une surface, la ligne, et du solide, ligne et surface. Le temps présent tient à la fois au passé et au futur; quant au lieu, il admet des limites communes avec chacune de ses parties qui soit occupées par un corps, donc avec ce ou ces corps.
Il en est autrement pour les nombres et le discours, qui restent des entités séparées : 5 et 5 ou 3 et 7 sont bien des parties de 10, mais ils n'ont pas de limite commune. De même, les syllabes ne se rencontrent jamais, tout au plus se joignent-elles pour former des mots, mais elles sont distinctes en elles-mêmes et par elles-mêmes.
La distinction se fait également entre les quantités dont les parties ont entre elles une position réciproque, c'est-à-dire qu'on peut situer, ou non. Ce n'est pas le cas pour le nombre, le discours et le temps (le second étant compris dans le dernier) : on préférera parler d'ordre, au sein duquel il y a un antérieur et un postérieur vis-à vis d'une position (un nombre, une syllabe, un instant).

#### Le relatif
Est relatif ce qui est tel que ce qu'il est lui-même dit être d'autre chose, ou relativement à autre chose. Par exemple, le plus grand est dit plus grand que.
L'habitus, en grec l'ἕξις / hexis, « la manière d'être », ainsi que la sensation et la connaissance, sont des relatifs.

#### Affirmation du réalisme philosophique
Le chapitre 7 du traité des catégories contient une importante digression d'Aristote concernant le réalisme (ou matérialisme).

« Cependant il n’est pas vrai, semble-t-il bien, que dans tous les cas, les relatifs soient naturellement simultanés. – En effet, l’objet de la science peut sembler exister antérieurement à la science, car le plus souvent c’est d’objets préalablement existants que nous acquerons la science : il serait difficile, sinon impossible, de trouver une science qui soit contemporaine de son objet. En outre, l’anéantissement de l’objet entraîne l’anéantissement de la science correspondante, tandis que l’anéantissement de la science n’entraîne pas l’anéantissement de son objet. En effet, l’objet de science n’existant pas, il n’y aura pas de science (car il n’y aura rien à connaître), mais si c’est la science qui n’existe pas, rien n’empêche que son objet n’existe. C’est ce qui se passe pour la quadrature du cercle : en admettant du moins qu’elle existe comme objet de science, nous n’en avons pas encore la science, quoi qu’en elle-même elle soit objet de savoir. De même l’animal une fois anéanti, il n’y aurait pas science, mais il pourrait exister cependant un grand nombre d’objets de science. – Il en est de même pour ce qui regarde la sensation ; le sensible est, de toute apparence, antérieur à la sensation ; si le sensible disparaît, la sensation disparaît, tandis que si c’est la sensation, le sensible ne disparaît pas, car la sensation s’exerce sur un corps et dans un corps. D’autre part le sensible une fois détruit, le corps est détruit aussi (car le corps fait partie des sensibles), et si le corps n’existe pas, la sensation disparaît. »

— Catégories, chap. 7, 7b23 - 8a2, Vrin, trad. J. Tricot
Cette conception est importante pour établir y compris les principes (par définition indémontrables) de la logique. Dans le livre Γ (Gamma) de la Métaphysique, Aristote étudie le principe de contradiction à la fois de façon abstraite (λογικως) et d'une manière se voulant conforme  au réel (φυσικως).

#### La qualité
Aristote distingue quatre sortes de qualités :
- L'état (durable) et la disposition (facile à mouvoir) ;
- La capacité ou l'incapacité de faire ou de pâtir ;
- Les qualités affectives et affections ;
- La figure et la forme.

Les qualifiés viennent des qualités de manière paronymique.

#### Le lieu, le temps, la position, la possession, l'action, la passion
Les six dernières catégories annoncées au chapitre 4 du traité sont « le lieu, le temps, la position, la possession, l'action, la passion ». Elles sont abordées en quelques lignes au chapitre 9. Il y est précisé que l'action et la passion sont « susceptibles de plus ou de moins », alors que la catégorie de la position est déclarée avoir été suffisamment définie dans le chapitre des Relatifs. « Quant aux catégories restantes, le temps, le lieu, la possession, en raison de leur nature bien connue, nous n'avons rien de plus à en dire que ce qui a été exposé au début ».
| Catégories                 | Terme grec         | Latin   | Question associée              | Exemples                        |
| Lieu, où                   | pou / ποῦ          | ubi     | Où est-ce ?                    | dans le Lycée, au Forum         |
| Temps, quand               | pote / πότε        | quando  | Quand est-ce ?                 | hier, l'an dernier              |
| Position, état             | keisthai / κεῖσθαι | situs   | Dans quelle position est-il ?  | allongé, assis                  |
| Possession, avoir          | echein / ἔχειν     | habitus | Qu'a la chose ou la personne ? | porter une chaussure, être armé |
| Action, faire              | poiein / ποιεῖν    | actio   | Que fait cette chose ?         | coupe, brûle                    |
| Passion (au sens de subir) | paschein / πάσχειν | passio  | Que subit la chose ?           | est coupé, est brûlé            |

## Critique

### Emmanuel Kant
Dans la Critique de la raison pure, Emmanuel Kant propose à la suite d'Aristote, une table des catégories. Tout en saluant la tentative d'Aristote, Kant se place dans un projet différent et pointe quelques incohérences logiques dans le choix que celui-ci a opéré. Alors que Kant propose une table des catégories de l'entendement pur a priori (c'est-à-dire de la pensée strictement conceptuelle détachée de toutes sensations et de l'expérience), il remarque qu'Aristote a mêlé dans ses catégories des facultés propres à la sensibilité pure et des concepts correspondants au mode empirique, ce que Kant exclut. La catégorie de position (situs) par exemple, est pour Kant trop proche de la sensibilité et ne correspond pas à son projet de catégories de l'entendement pur a priori.

### Émile Benveniste
S'interrogeant sur les relations entre catégories de pensée et catégories de langue, le linguiste Émile Benveniste examine les catégories d'Aristote et arrive à la conclusion suivante : 

« Pour autant que les catégories d'Aristote sont reconnues valables pour la pensée, elles se révèlent comme la transposition des catégories de langue. C'est ce qu'on peut dire qui délimite et organise ce qu'on peut penser. La langue fournit la configuration fondamentale des propriétés reconnues par l'esprit aux choses. Cette table des prédicats nous renseigne donc sur la structure des classes d'une langue particulière. Il s'ensuit que ce qu'Aristote nous donne pour un tableau de conditions générales et permanentes n'est que la projection conceptuelle d'un état linguistique donné. »

## Transmission
Le traité des Catégories est le plus commenté du Corpus Aristocleum. Cependant, les annotations peuvent compromettre l'état originel du texte. La tradition directe est abondante : 160 manuscrits entre le IXe siècle et le XVIIe siècle. Le traité fut souvent édité avec l'Organon, précédé de l'Isagogè de Porphyre.
Les manuscrits se divisent en cinq groupes pour établir le stemma codicum : 
Outre les manuscrits, des extraits lacunaires d'un papyrus d'Oxyrhynque du IIIe siècle sigla Π, furent retrouvés, donnant l'état antérieur du texte avant les éventuelles corruptions de l'antiquité et de l'époque médiévale.
La tradition indirecte, moins corrompue et annotée, permet d'approcher une reconstitution authentique du texte. Les références anciennes sont présentes dans la sixième Ennéade de Plotin ou chez Alexandre d'Aphrodise ainsi que dans les commentaires des néoplatoniciens Porphyre, Ammonios, Simplicius, Olympiodore, Philopon et David (Pseudo-Elias) mais ce qui présenté comme des citations peuvent être des paraphrases. Les traductions hors du grec présentent l'avantage d’offrir le texte complet et ont lu un texte différent des manuscrits de la tradition directe, avant Porphyre mais la plupart des ouvrages sont perdus. Ainsi une traduction arménienne, jadis attribuée à David l'Invincible datée du Ve siècle, est idéale car l'arménien est plus proche du grec que le latin. Les traductions en latin sont celles de Marius Victorinus (perdue) et de Boèce. Il existe plusieurs traductions syriaques du VIe au VIIIe siècle dont trois conservées en entier et une traduction arabe, la plus connue est celle du fils d'Hunayn ibn Ishaq.